# 金毘羅権現

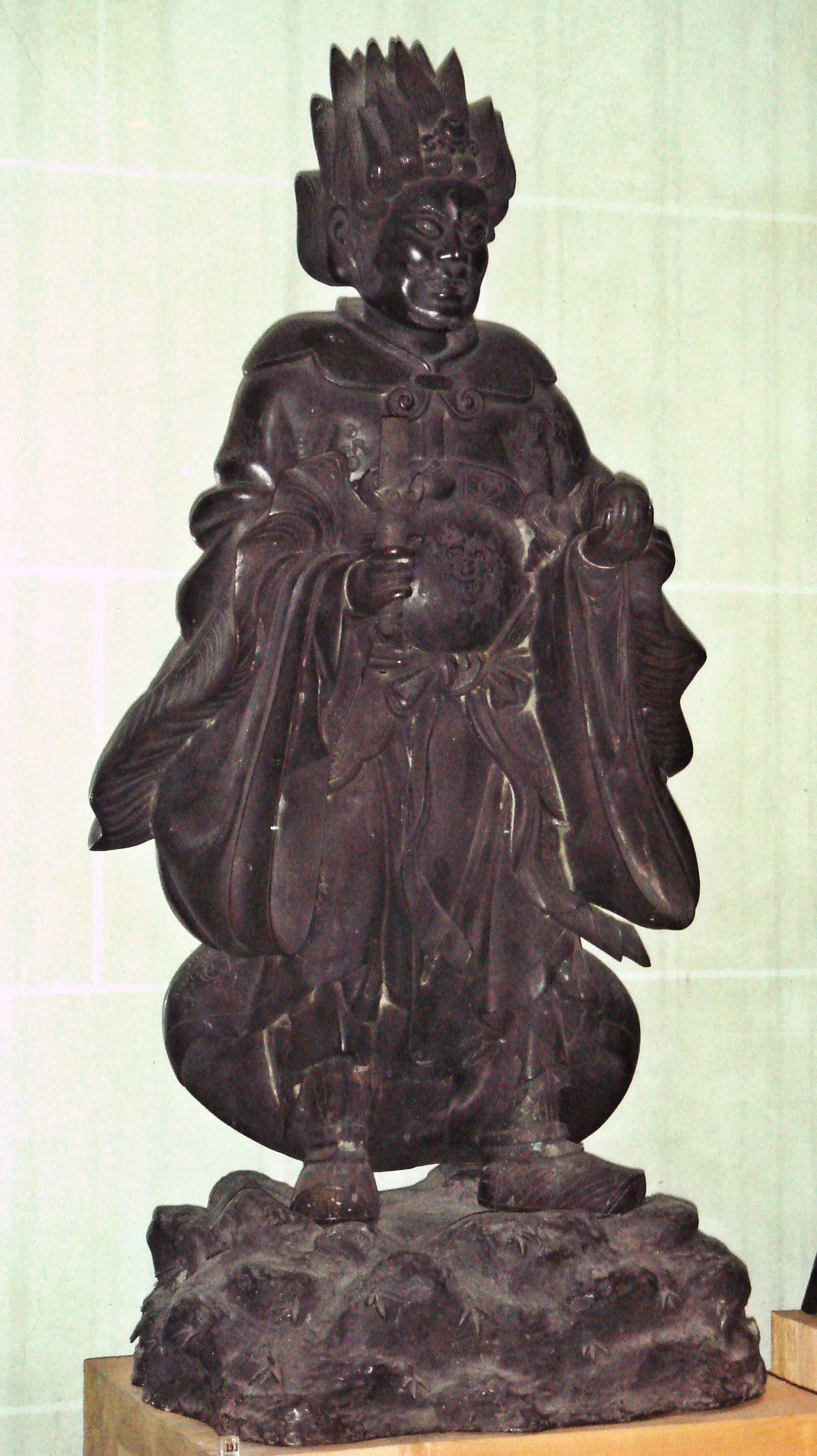
金毘羅大権現（ギメ東洋美術館）

金毘羅権現（こんぴらごんげん）は、香川県琴平町の象頭山に天竺から飛翔し鎮座した山岳信仰と修験道が融合した神仏習合の神であり、本地仏は不動明王、千手観音、十一面観音など諸説ある。明治初年の神仏分離・廃仏毀釈が行われた以降は、大物主とされた。その神仏分離以前は讃岐国象頭山松尾寺金光院（現在の香川県琴平町の金刀比羅宮）が別当として奉斎し、讃岐の金毘羅大権現を総本宮とし日本全国の金毘羅宮および金毘羅権現社に勧請され祀られていた。

## 由来
象頭山松尾寺普門院の縁起によれば、大宝年間に修験道の役小角（神変大菩薩）が象頭山に登った際に天竺毘比羅霊鷲山に住する護法善神金毘羅（クンビーラ）の神験に遭ったのが開山の由来との伝承から、これが象頭山金毘羅大権現になったとされ、不動明王を本地仏とした。
クンビーラは元来、ガンジス川に棲む鰐を神格化した水神で、日本では蛇型とされる。クンビーラはガンジス川を司る女神ガンガーのヴァーハナ（乗り物）でもあることから、金毘羅権現は海上交通の守り神として信仰されてきた。特に舟乗りから信仰され、一般に大きな港を見下ろす山の上で金毘羅宮、金毘羅権現社が全国各地に建てられ、金毘羅権現は祀られていた。
なお、薬師十二神将の筆頭である宮比羅大将が松尾寺に元々祀られていて、それを金光院第二代院主宥雅が1573年に新しく金毘羅堂（金毘羅王赤如神御宝殿）を建立し祀ったことから金毘羅権現になったともいわれている。

## 崇徳天皇の合祀
長寛元年（1163年）崇徳上皇が象頭山松尾寺境内の古籠所に参籠し、その附近の御所之尾を行宮したと云われることから、御霊信仰の影響で崩御の翌年の永万元年（1165年）から崇徳上皇も松尾寺本殿に合祀されたとされる。現在も金刀比羅宮本殿の相殿に崇徳天皇は祀られている。

## 天狗信仰

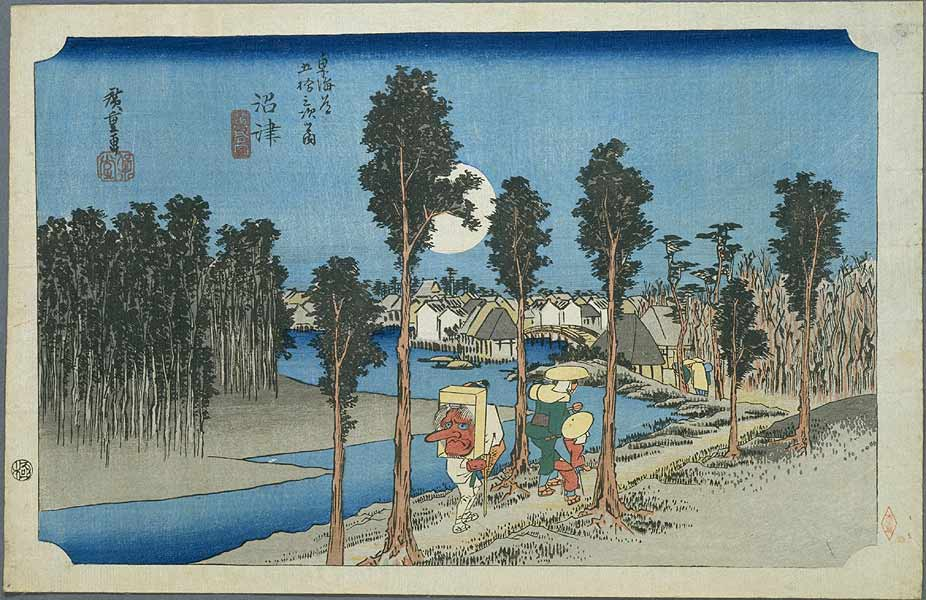
歌川広重『東海道五十三次・沼津』

修験道が盛んになると金毘羅権現の眷属は天狗とされた。『和漢三才図会』には「当山ノ天狗ヲ金比羅坊ト名ヅク」と記された。また、戦国時代末に金毘羅信仰を中興した金光院第四代院主で修験者でもあった金剛坊宥盛（1613年没）は、1606年自らの像を作って本殿脇に祀り、亡くなる直前に神体を守り抜くと誓って天狗になったとの伝説も生まれた。
本殿の神体は秘仏で、宥盛像も非公開だったので、その後、法衣長頭襟姿の宥盛像が金毘羅権現そのものと思われるようになった。その宥盛像は廃仏毀釈で明治5年に他の仏像仏具とともに浦の谷において焼却されたとされるが、その時、宥盛像を火中に投じると暴風が起き周りの者共は卒倒したという。なお、いち早く運び出され今治の金毘羅権現堂に移されたとも、奥社で今でも祀られているとも云われている。
江戸時代になると、天狗の面を背負った白装束の金毘羅道者（行人）が全国を巡って金毘羅信仰を普及した。また、全国各地から讃岐国象頭山金毘羅大権現を詣でる金毘羅参りの際には、天狗の面を背負う習俗も生まれた。
今は讃岐三天狗の一狗で金剛坊と呼ばれる（他は八栗寺の中将坊と白峯寺の相模坊）。

## 金毘羅参り
塩飽水軍は金毘羅権現を深く信仰し、全国の寄港地で金毘羅信仰を広めることに貢献した。
江戸時代後期には、象頭山金毘羅大権現に詣でる金毘羅参りが盛んとなった。これに伴って四国には、丸亀街道、多度津街道、高松街道、阿波街道、伊予・土佐街道をはじめとする金毘羅街道が整備された。神仏分離以降は香川県琴平町の金刀比羅宮が全国に約600社ある金刀比羅神社（ことひらじんじゃ）の総本宮となっている。縁日は毎月10日である。

### 金毘羅講
江戸時代の庶民にとって金毘羅参りの旅費は経済的負担が大きかったので、金毘羅講という宗教的な互助組織（講）を結成して講金を積み立て、交代で選出された講員が積立金を使って讃岐国象頭山金毘羅大権現に各金毘羅講の代表として参詣し、海上交通安全などを祈願して帰郷した。

### こんぴら狗・流し樽
金毘羅講以外にも、こんぴら狗や流し樽などの代参の習俗もあった。陸上では犬、水上では流し樽（舟）に賽銭を入れて金毘羅権現に祈願する木札や幟とともに放ち、誰か見ず知らずの者に代参を依頼するもので、これらをみつけて代参した者には依頼者と同様にご利益があると信じられた。

## 神仏分離・廃仏毀釈
明治元年（1868年）3月の神仏分離令によって同年6月金毘羅大権現は琴平神社（同年7月に金刀比羅宮と改称）と改称し、金毘羅権現は大物主と同体であるとして、主祭神の名は大物主と定められた。別当金光院は還俗し、同神社にその一切を譲り、この時点で金光院は消滅し、そのまま社務所となる。なお、塔頭の普門院は山門（現・大門）の外にあったため存続し松尾寺を継承しているとして松尾寺は廃寺とはなっていないと主張している。
全国の金毘羅宮・金毘羅権現社の多くは、大物主を主祭神とする神道の金刀比羅神社（金刀比羅宮・琴平神社・金比羅神社・金比羅宮）になっているが、各地の常夜灯や石碑等に「金毘羅大権現」の痕跡を伺うことができる。その堂の本扁額が金毘羅との表記は今でも金毘羅権現を祀るところであり、金比羅の表記は香川県琴平町の金刀比羅宮に習って主祭神が大物主に変わったところである。

## 金毘羅権現を祀る寺院
金毘羅権現は完全には消失しておらず、少数ではあるが廃仏毀釈を免れ、主に真言宗や曹洞宗等の寺院で祀られている。
- 象頭山金毘羅密寺（北海道札幌市） - 北海道十三仏霊場 第三番札所、創建は昭和19年
- 天狗山金毘羅大本院（北海道小樽市） - 北海道十三仏霊場 第五番札所
- 紫雲山金毘羅寺（北海道登別市） - 北海道十三仏霊場 第八番札所
- 金剛山金毘羅霊院（北海道北見市）
- 光明山真言密寺（北海道江別市）
- 象頭山金毘羅寺（北海道虻田郡）
- 春光山円覚寺 金毘羅堂（青森県深浦町） - 津軽三十三観音霊場 第十番札所、金毘羅堂は1836年建立
- 高尾山薬王院 金毘羅社（東京都八王子市）
- 千日山雨宝院（石川県金沢市） - 金沢三十三観音霊場 第十七番札所
- 少林山円蔵院（京都府宇治市） - 三社権現の一社。例年7月10日の金毘羅例大祭は露店で賑わう
- 大平山金毘羅院（鳥取県倉吉市）創建は昭和37年
- 金毘羅大権現（岡山県倉敷市茶屋町）創建1785年
- 種松山西明院（岡山県倉敷市）弘法大師の開基であるが金毘羅権現は天保年間(1831年-1845年)勧請。
- 法花山金毘羅院（岡山県新見市）約1200年前に淋宗上人が讃岐よりこの地方に勧請した金毘羅大権現を本尊とし、平成4年に遷化の開祖による創建[7]。
- 円政寺 金毘羅社（山口県萩市）
- 象頭山松尾寺普門院（香川県仲多度郡琴平町） - 新四国曼荼羅霊場 第十六番札所、本社金毘羅大権現の後継寺院。
- 宝珠山箸蔵寺（徳島県三好市） - 弘法大師開山以来1200年有余、金毘羅権現の信仰が継続されている唯一の寺院と云われている。四国別格二十霊場 第十五番札所
- 金毘羅山満願寺（愛媛県今治市） - 行者姿の金毘羅権現半跏趺坐像と本地不動明王立像を祀る。江戸時代に金光院より認められた証である木札がある。新四国曼荼羅霊場 第三十八番札所。創建は天平年間であるが、金毘羅権現の勧請は慶長時代（1596年-1615年）。
- 今治市・西条市の寺院で金毘羅堂のあるところ、南光坊、伊予国分寺、栄福寺、前神寺
- 松尾山金毘羅寺（愛媛県東温市） - 伊予十三仏霊場 結願の寺、創建は長寛年間であるが、金毘羅権現の勧請は1601年。
- 東向山理正院（愛媛県砥部町） - 新四国曼荼羅霊場 第四十七番札所、創建は大同年間であるが、金毘羅権現の勧請は江戸時代初期。
- 瑞応寺（愛媛県新居浜市） - 創建は1448年（文安5年）であるが、金毘羅権現の勧請は江戸時代初期（1697年）。

## 金毘羅船々
「金毘羅船々」という名の金毘羅信仰に関する民謡が讃岐国（香川県）に伝わる。

## 真言
- オン　クビラヤ　ソワカ
- オン　ヒラヒラコンピラ　コンテイ　ソワカ[8]